# Die Vermessung der Welt
Die Vermessung der Welt ist ein Roman des Schriftstellers Daniel Kehlmann, der 2005 im Rowohlt Verlag erschien. Erzählt werden die teils authentischen, teils fiktiven Lebensgeschichten des Mathematikers und Geodäten Carl Friedrich Gauß (1777–1855) und des Naturforschers Alexander von Humboldt (1769–1859). Der Roman war in Deutschland und international ein großer Erfolg, wurde vielfältig rezipiert und adaptiert und löste eine kontroverse Fiktion-Realität-Diskussion aus. Eine Verfilmung erfolgte 2012 unter der Regie von Detlev Buck.

## Inhalt
Der Roman beginnt mit der Reise Professor Gauß’, „des größten Mathematikers des Landes“, zusammen mit seinem Sohn Eugen, im September 1828 von Göttingen nach Berlin. Nach intensiven Bemühungen Humboldts hat er dessen Einladung zum Deutschen Naturforscherkongress – die historisch verbürgt ist – angenommen.
In den Kapiteln 11 bis 14 knüpft die Handlung des Romans an das erste Kapitel an: Gauß hört sich den Vortrag seines Gastgebers über den Kosmos im großen Saal der von Schinkel entworfenen „Sing-Akademie“ an und wird der hohen Gesellschaft der Stadt vorgestellt. Er ist derartige große Gesellschaften nicht gewohnt und verlässt die Versammlung vorzeitig, noch ehe er dem König vorgestellt werden kann. Während der Mathematiker mit seinem Gastgeber in dessen Wohnung in der Stadtmitte Lebenserfahrungen und Forschungen austauscht und über das wahre Wesen der Wissenschaft diskutiert, verlässt Eugen nach wiederholten Beschimpfungen durch seinen Vater das Haus und wird während einer geheimen Studentenversammlung von der Polizei verhaftet. Humboldt kann den Gendarmeriekommandanten Vogt in einem zweiten Gespräch zur Freilassung Eugens überreden, nachdem sein erster Versuch an Gauß’ undiplomatischem Eingreifen gescheitert ist. Eugen muss das Land verlassen.
In den Kapiteln 2 bis 10 werden, im Rückblick, die Lebensläufe von Gauß und Humboldt chronologisch, kapitelweise abwechselnd erzählt:
Carl Friedrich Gauß wächst unter großer Fürsorge seiner Mutter in ärmlichen Verhältnissen auf. Sein Frauenbild ist daher sehr von seiner Mutter geprägt. Durch seine guten Leistungen in der Schule bekommt Gauß ein Stipendium vom Herzog von Braunschweig. Da er mit weniger intelligenten Menschen kaum zurechtkommt, verbringt er seine Zeit meist allein und widmet sich in dieser selbstgewählten Isolation der Mathematik. Seine ärmlichen Verhältnisse nötigen ihn dazu, den Beruf des Landvermessers auszuüben. Dabei lernt er seine zukünftige Frau Johanna kennen. Nebenbei vollendet er sein Lebenswerk, die Disquisitiones Arithmeticae. Außerdem leitet er eine Sternwarte, was ihn finanziell absichert. Völlig vertieft in seine Arbeit, verpasst er die Geburt seines ersten Sohnes. Als seine Frau Johanna bei der dritten Schwangerschaft stirbt, heiratet Gauß, um seinen Kindern eine Mutter zu geben, deren beste Freundin Minna. Mittlerweile ist er mit der Vermessung des Königreichs Westphalen betraut, bei der ihm sein Sohn Eugen zur Seite steht. Diese Tätigkeit betrachtet er einerseits als niveaulos, andererseits lässt sie ihn aber auch deutlich seine Grenzen erfahren. Während der Arbeit gerät er immer wieder mit Eugen in Konflikt, den er als beschränkten Nichtsnutz ansieht.
Alexander von Humboldt, der in einem reichen Umfeld ohne seinen Vater aufwächst, wird bereits in seiner Kindheit und Jugend in vielen Fächern intensiv unterrichtet. Früh wird klar, dass sein großes Interesse der Forschung gilt, der er sich nach dem Tod seiner Mutter vollständig verschreibt. Er reist nach Frankreich und lernt dort Aimé Bonpland kennen, mit dem er eine Forschungsreise in den spanischen Kolonien und Lateinamerika unternimmt. Auf der Suche nach dem Verbindungskanal zwischen Orinoko und dem Amazonas dringt er in die Untiefen des Regenwaldes ein. Humboldt macht sich zeit seines Lebens immer wieder selbst zum Versuchsobjekt, um seine Theorien zu verifizieren, etwa durch die orale Einnahme von Curare. In Ecuador besteigen die zwei Forscher den höchsten Berg der damals bekannten Welt, den Chimborazo. Die schlechten Wetterbedingungen verhindern aber den letzten Aufstieg bis zum Gipfel. Vor der Öffentlichkeit wird dieser Misserfolg allerdings verheimlicht, und so gelten die beiden als Weltrekordhalter. Sie reisen nach Mittelamerika weiter. Dort besichtigen sie die Ruinen von Teotihuacán, und Humboldt entdeckt, dass die Anlage der Stadt einen riesigen Kalender darstellt. Die letzte Station der beiden beschreibt das Treffen mit dem amerikanischen Präsidenten Thomas Jefferson.
Die den Roman abschließenden Kapitel spielen in der Zeit nach dem Berliner Treffen. Humboldt nimmt die Einladung zu einer Forschungsreise nach Russland an, Gauß beschäftigt sich mit dem Magnetismus. Die Wissenschaftler korrespondieren miteinander und tauschen sich über ihre Projekte aus. Beide erkennen, dass mit zunehmendem Alter ihre Lebenskräfte schwinden und sie von einer neuen Generation von Wissenschaftlern abgelöst werden (Kap. 15 Die Steppe).
Der Roman schließt mit Eugens Überfahrt nach Amerika und seinen Vorstellungen eines Neuanfangs (Kap. 16 Der Baum).

## Erzählweise
Der Erzählrhythmus wird durch die schnelle Folge der mathematischen und geografischen Entdeckungen bestimmt. Eine Biografie rekonstruiert Daten, Taten, Aufenthalte – dieser Roman dagegen verzichtet darauf fast vollständig, erzählt aber dennoch sehr übersichtlich und zielstrebig: Sechzehn zwischen acht und vierzig Seiten lange Kapitel tragen treffende Titel (Die Reise, Das Meer usw.), die den Gestus der Transparenz wissenschaftlicher Abhandlungen imitieren.
Der lakonische Stil kurzer Sätze ist die Basis für an das Deutsch des 19. Jahrhunderts erinnernde Wendungen und die ausschließlich in indirekter Rede geschriebenen Dialoge, die mehr als nur eine historische Distanz des Autors zu seinen Figuren signalisieren.
Im Mikrobereich der Abschnittswechsel sorgen zum Beispiel elliptische Überblendungen für Dynamik: „Er [Humboldt] müsse Gauß unbedingt sagen, daß er jetzt besser verstehe.“ Und ohne dass Gauß über diesen Gedanken per Post informiert sein könnte, setzt dieser 1800 Kilometer weiter westlich im direkt folgenden Absatz fort: „Ich weiß, daß Sie verstehen.“
In dieser fiktiven Doppelbiografie haben die Lebensläufe der beiden Hauptfiguren keine weiteren Berührungspunkte außer den nur gelegentlichen Bezugnahmen des fast lebenslang daheim bleibenden Gauß auf Nachrichten von Humboldts Amerikareise lange vor ihrer Bekanntschaft und dem späteren Kontakt in der Rahmenhandlung. Ihre nur punktuellen Interaktionen lassen sie mehr zu Repräsentanten von Einstellungen als zu Trägern einer gemeinsamen Handlung werden. Das Gemeinsame ist ihre auf meist unterschiedlichen Gebieten sich entwickelnde frühe wissenschaftliche Kompetenz, die der Roman jedoch nur skizzenhaft andeutet.
Ebenfalls gemeinsam ist ihnen die Behandlung ihres Lebens durch den auktorialen Erzähler, der von einem Standpunkt dicht neben seinen beiden Hauptfiguren spricht und dabei Gauß mehr von innen, Humboldt mehr von außen beschreibt. Dabei gibt sich der Erzähler nur sehr selten im Text zu erkennen, etwa ganz am Anfang mit der Nennung der einzigen im Roman genannten Jahreszahl 1828, durch die der Erzähler die Rahmenhandlung datiert. Ansonsten ist das Erzählverhalten weitgehend personal. Der Erzähler kennt die Gefühle seiner Hauptfiguren zwar, was er aber von ihnen mitteilt, ist meist nur auf ihre wissenschaftlichen Projekte reduziert. Die Figuren bleiben daher ohne Tiefe: Humboldt und Gauß (der anfangs noch schwört, seine sibirische Prostituierte heiraten zu wollen) scheinen sich ausschließlich auf ein Leben für die Wissenschaft zu reduzieren. Gauß zum Beispiel springt schon in der Hochzeitsnacht eines mathematischen Einfalls wegen aus dem Bett und vergisst später den Geburtstermin seines ersten Sohnes; für den Kontinentdurchquerer Humboldt bleiben Frauen ein Leben lang terra incognita. In einem Dialog mit seinem Bruder wird die beim historischen Humboldt vermutete Homosexualität dargestellt als nicht ausgelebte gleichgeschlechtliche Pädophilie.
Der Erzählton ist durchwegs ironisch. Die vielseitigen Einseitigkeiten der Hauptfiguren werden mit Humor vorgeführt und viele anekdotenhafte Ereignisse aus ihren Leben komisch überformt. Gauß erscheint schon auf den ersten Seiten wie ein großes Kind, und als Humboldt mit seinem Bruder Wilhelm (dessen Vorname im gesamten Buch nicht genannt wird) am Totenbett seiner Schwägerin sitzt, vergessen beide, „geradezusitzen und klassische Dinge zu sagen.“ Der junge Eugen Gauß hat einige Schwierigkeiten, sich abends in dem für ihn unüberschaubaren Berlin zu orientieren: „Immer neue Straßen, immer noch eine Kreuzung, und auch der Vorrat an umhergehenden Leuten schien unerschöpflich.“ Die dann folgende Verhaftungsszene der revolutionär-naiv-weinerlichen Studenten steigert noch einmal die durch den Erzählton vermittelte Distanz zu den Figuren.
Die Komik des Romans wird einerseits durch seine kontrastierenden Konfigurationen Gauß/Humboldt, Gauß/Eugen, Humboldt/Bonpland, andererseits hauptsächlich durch das weltfremde Auftreten der beiden Protagonisten erzeugt. Gauß wirkt vor allem durch seine geistige Arroganz, sein cholerisches Temperament und seine undiplomatische Direktheit rücksichtslos, ja inhuman. Humboldt dagegen erscheint durch seine kauzige Engstirnigkeit und allzu wissenschaftliche Nüchternheit in zwischenmenschlichen, alltäglichen Situationen unbeholfen – zum Beispiel, als er, nach der Aufforderung seiner südamerikanischen Expeditionskameraden, sie zu unterhalten, Goethes Gedicht (Wandrers Nachtlied) für sie ins Spanische übersetzt: „Oberhalb aller Bergspitzen sei es still, in den Bäumen kein Wind zu fühlen, auch die Vögel seien ruhig und bald werde man tot sein. Alle sahen ihn an. Fertig, sagte Humboldt.“ Außerdem verwendet Kehlmann viele Übertreibungen und weitet manche Details bis ins Lächerliche aus. Auch der schnelle Wechsel von Scherz zu Ernst trägt zur situationsbedingten Komik bei, was man zum Beispiel deutlich an der „Lehrer-Szene“ erkennt: Der kleine Gauß wird von seinem Lehrer dazu verdonnert, ein Buch über „Höhere Arithmetik“ zu studieren. Als Gauß dem Lehrer das Buch am nächsten Tag zurückgeben will, glaubt ihm dieser nicht, dass er das Buch gelesen hat, und wirft ihm vor, es sei für einen kleinen Jungen unmöglich, so ein schwieriges Buch innerhalb kürzester Zeit zu lesen und zu verstehen. Gauß jedoch bestätigt, er habe das Buch gelesen, worauf sein Lehrer plötzlich ganz „weich“ wird.
Unschwer zu erkennen sind auch die Parallelen zu Hermann Hesses Roman Narziß und Goldmund: Auch dort wählen zwei Charaktere, die vieles gemeinsam haben, grundverschiedene Wege. In beiden Werken entscheidet sich der eine (Humboldt bzw. Goldmund) zu reisen, um die Welt kennenzulernen, während der andere (Gauß und Narziß) ausschließlich durch Denken Erfolg erzielen will. Besonders deutlich wird die Ähnlichkeit durch Humboldts letzte Reise nach Russland, wo er die Reise nicht „genießen“ kann und schließlich erkrankt. Die Kontrastierung eines vielreisenden Protagonisten mit einem, der sich nur in engen, heimischen Sphären bewegt, findet sich auch in Wilhelm Raabes Roman Stopfkuchen.

## Charakterisierung der Hauptfiguren

### Alexander von Humboldt
Der Roman umfasst einen großen Teil des Lebens Alexander von Humboldts, der aus adligem Hause stammt und von Kindesbeinen an in den Studien der Naturwissenschaften unterrichtet wird. Sein Bruder Wilhelm fühlt sich ihm geistig stets überlegen. Daraus entwickelt sich Alexanders Ehrgeiz, seinen Bruder zu übertreffen: „Von nun an wurden seine Noten besser. Er arbeitete konzentriert und nahm die Gewohnheit an, beim Nachdenken die Fäuste zu ballen, als müsse er einen Feind besiegen.“ (S. 25) Ein weiteres einschneidendes Erlebnis in seinem Leben ist der Tod seiner Mutter, weshalb er seine Tätigkeit als Bergwerksassessor beendet und sich der Wissenschaft zuwendet.
Humboldts Patriotismus spiegelt sich in seiner Kleidung und in seinem Verhalten wider: „Er sei Preuße, er könne nicht für ein anderes Land Dienst tun.“ (S. 203). Seine Persönlichkeit zeichnet sich durch seine Humorlosigkeit, Geradlinigkeit und sein zielgerichtetes Verhalten aus.
Er handelt meist respektvoll und freundlich. Jedoch kann er gegenüber Personen, die seine Ansichten nicht teilen, auch sehr direkt und unangenehm werden.
Zusammen mit seinem Begleiter Aimé Bonpland scheut er keine strapaziösen Mühen, um die Natur in allen ihren Erscheinungsformen zu erforschen. Dadurch erhofft er sich den Ruhm und Anerkennung durch die Öffentlichkeit.
Während seiner Reisen deutet sich mehrmals seine Neigung zu gleichgeschlechtlicher Pädophilie an, besonders deutlich bei einer Kutschfahrt mit seinem Bruder: „Immer noch die Knaben? Das hast du gewusst? Immer.“ (S. 264).
Bei seiner letzten Expedition durch Russland werden ihm seine körperlichen und geistigen Grenzen klar und ihm wird bewusst, dass er sein Lebenswerk, die Welt vollständig zu vermessen, nicht vollenden kann. So antwortet Humboldt auf die Ankündigung, dass es nun Zeit sei, die Expedition abzubrechen und sich auf den Rückweg zu machen, mit den Worten: „Zurück wohin? Zunächst ans Ufer, sagte Rose, dann nach Moskau, dann nach Berlin. Also sei dies der Abschluß, sagte Humboldt, der Scheitelpunkt, die endgültige Wende? Weiter werde er nicht kommen? Nicht in diesem Leben, sagte Rose.“ (S. 288)

### Carl Friedrich Gauß
Carl Friedrich Gauß, der aus der Arbeiterschicht Braunschweigs stammt, ist als Geodät, Astronom und Professor der Mathematik tätig. Seine Begabung bringt ihm Erfolg, beeinträchtigt jedoch seinen Charakter insofern, als er sich Menschen von geringerer mathematischer Intelligenz überlegen fühlt und so eine ausgeprägte Arroganz entwickelt.
Trotz seines respektlosen Verhaltens gegenüber Autoritäten macht er Bekanntschaft mit dem Adel und anderen Kapazitäten seiner Zeit. Dabei wird er aber vom gebrechlichen und senilen Immanuel Kant enttäuscht. Beim Zusammentreffen mit Alexander von Humboldt jedoch stellt er fest, dass sie sich zwar auf geistig gleichem Niveau befinden, aber völlig unterschiedliche Ziele verfolgen. Gauß’ Intention besteht darin, Wissen zu erlangen, sich aber nicht an dem dadurch entstehenden Ruhm zu bereichern. „Die Nächste halbe Stunde war eine Qual. […] [E]ine Hand nach der anderen fasste nach der seinen und gab sie an die nächste weiter, während Humboldt ihm mit Flüsterstimme eine sinnlose Reihe von Namen ins Ohr sagte. […] Er fühle sich nicht wohl, sagte Gauß, er müsse ins Bett.“ (S. 240 f.) Weltfremd zeigt er sich an den Belangen der Gesellschaft desinteressiert und verlässt seine gewohnte Umgebung nur ungern.
Zu seinem engen sozialen Umfeld gehört seine Mutter, zu der er eine sehr innige Beziehung pflegt: „Er würde sterben, stieße ihr etwas zu. So war es gewesen, als er drei Jahre alt war, und dreißig Jahre später war es nicht anders.“ (S. 53) Seine erste große Liebe ist Johanna. Nach deren Tod kann er keine neue Bindung mehr eingehen und heiratet Minna, die er im Grunde nicht ausstehen kann, nur aus Eigennutz, um für sich und seine Kinder zu sorgen. Die einzige Person, zu der er noch eine persönliche Verbindung eingeht, ist die Prostituierte Nina, bei der er sich geborgen fühlt. Die Beziehung zu seinem dritten Kind Eugen, das aus der Ehe mit Minna hervorgeht, ist bestimmt von Unverständnis, Strenge und abschätzigen Äußerungen gegenüber Eugens Intelligenz. „Eugen gab ihm das (Anm.: Buch), welches er gerade aufgeschlagen hatte: Friedrich Jahns Deutsche Turnkunst. Es war eines seiner Lieblingsbücher. […] Der Kerl sei von Sinnen, sagte Gauß, öffnete das Fenster und warf das Buch hinaus.“ (S. 8 f.) Im Gegensatz zu Eugens liberaler politischer Haltung ist Gauß konservativ eingestellt, was sich unter anderem an seinen strikten Prinzipien und an seiner Loyalität gegenüber Napoleon Bonaparte erkennen lässt.

## Interpretation

### Aspekte
Die ironische Entzauberung deutscher Intelligenzgeschichte ist eine der immanenten Deutungsmöglichkeiten: Gauß scheitert grandios an seiner Menschenrolle, der ältere Bruder Humboldts wehrt sich haarspalterisch gegen die Vorstellung, die Erfolge der Humboldtbrüder seien lediglich auf ihre Rivalität zurückzuführen: „Weil es Dich gab, mußte ich Lehrer eines Staates, weil ich existierte, hattest Du der Erforscher eines Weltteils zu werden, alles andere wäre nicht angemessen gewesen.“
Eine weitere Bedeutung erschließt sich aus der Antwort auf die Frage nach den Auswirkungen der Wissenschaft auf die sie tragende Gesellschaft. Gauß’ politisch reaktionäre Einstellung ist auch im Roman deutlich – er wird eine Verbesserung der Lage der Untertanen seines Herrn nicht einmal gewünscht haben. Anders der Franzosenfreund Humboldt, der im Roman Zweifel äußert, ob seine amerikanische Flussreise „Wohlfahrt für den Kontinent gebracht“ habe, und damit an Diogenes von Sinope anknüpft, der schon im 4. Jahrhundert vor Christus gefragt haben soll, ob alle Entdeckungen und Erfindungen etwas an der Mühsal der Mehrheit geändert hätten.
Einen dritten Aspekt offenbart das Kapitel, das die Russlandexpedition Humboldts von 1829 schildert. Der alte und schon etwas trottelige Forscher ist während der Reise von Lakaien umgeben, die im Auftrage des Zaren und des preußischen Königs verhindern, dass Humboldt mehr zu sehen bekommt, als er sehen soll. Der Forscher wird unfreiwillig zu einem embedded scientist und die von ihm bereiste Welt zu seinem „potemkinschen Dorf“. Was kann ein Wissenschaftler wirklich jenseits der Hauptstraßen der Macht erkennen? Hat Humboldt wirklich mehr von der Welt gesehen als Gauß? Humboldt selbst jedenfalls ist sich da am Ende nicht mehr so sicher, er habe „auf einmal nicht mehr sagen können, wer von ihnen weit herumgekommen war und wer immer zu Hause geblieben.“ Die Vermessung der Welt darf daher auch als ihre Ver-Messung gelesen werden.

### Der Wandel der Wissenschaft
Die Arbeiten von Humboldt und Gauß haben die moderne Wissenschaft stark beeinflusst und entscheidend geprägt. Durch ihre Forschungen konnte das Bild der Wissenschaftler weg von dem Mythischen hin zu einem angesehenen Beruf in der Bevölkerung verändert werden.
Humboldt prägte das Prinzip des Forschens durch Sehen und Anfassen. Dies wird deutlich, als Humboldt plant, mit Bonpland eine Höhle zu erkunden (S. 72–75). Die Einheimischen bezeichnen diese Höhle als „Reich der Toten“ und glauben, dass sie etwas Mystisches in sich berge. Doch Humboldt lässt sich von solchen Theorien nicht abschrecken. Er geht ohne die abergläubischen Einwohner in die Höhle, um sich selbst ein Bild zu machen und um zu beweisen, dass ihm nichts Schlimmes widerfahren werde. Ein anderes Beispiel für den Drang, selbst sehen und erfahren zu müssen, ist die Widerlegung des Neptunismus (S. 29 f.). Diese Theorie wurde von früheren Wissenschaftlern aufgestellt, Humboldt will sich dieser jedoch nicht fügen, sondern stets selbst erfahren, messen und forschen. Ist es nun im Erdinneren kälter, wie es der Neptunismus beschreibt, oder wird es doch wärmer, wie Humboldt vermutet?
Gauß ist im Vergleich zu Humboldt das extreme Gegenteil: Er beruft sich auf seine Theorien und Berechnungen, um seine Forschungen zu untermauern.
In seinem Kopf spielen sich stets wissenschaftliche Prozesse und Überlegungen ab. Dies führt dazu, dass er sich sozial isoliert und nicht wahrnimmt, was sich um ihn herum abspielt. So kommt ihm zum Beispiel in der Hochzeitsnacht ein wichtiger Gedanke (S. 150). Der Drang, diesen zu Papier zu bringen, führt so weit, dass er dafür sogar den Liebesakt unterbricht. Gauß bekommt auch nicht mit, dass Krieg in seiner Heimat ausgebrochen ist (S. 151). Dies bestätigt: Interesse und Aufmerksamkeit gelten bei ihm einzig der Wissenschaft.
Er ist der Meinung, dass das Forschen mehr auf Theorie basiere als auf Praxis. Er hält strikt an der Erkenntnistheorie von Immanuel Kant fest. Um zu überleben und finanzielle Unterstützung vom Staat zu erhalten, verschiebt sich sein Arbeitsschwerpunkt von der Mathematik zur Astronomie, da sich diese als lukrativer herausstellt (S. 143). So wird deutlich, dass Gauß, genauso wie heutige Wissenschaftler, auf Geldgeber und Unterstützung angewiesen ist und folglich in deren Interesse forscht.
Auch Humboldt ist auf die Hilfe der Wohlhabenden angewiesen und hält stets Kontakt zur Krone, damit diese hinter seiner Arbeit steht.

### Alter und Tod
Humboldt selbst beschreibt den Tod nicht „als das Verlöschen und die Sekunden des Übergangs“, sondern als „das lange Nachlassen davor, jene sich über Jahre dehnende Erschlaffung […], in der er [der Mensch], ist auch seine Größe lange dahin, noch vorgeben kann, es gäbe ihn.“ (S. 263) Vor diesem Hintergrund ist auch Humboldts spätere Karriere zu betrachten. Seine Indienexpedition ist gescheitert, seine Methoden sind „als wäre man in einem Geschichtsbuch versetzt“ (S. 275), und während der Russlandreise habe er stets „bei der Eskorte zu bleiben“ (S. 284). Durch Humboldts wissenschaftlichen Niedergang wird sein Tod metaphorisch vorweggenommen. Humboldt betrachtet sein Lebenswerk als beendet: „Ihm fiel ein, daß Gauß von einer absoluten Länge gesprochen hatte, einer Gerade der nichts mehr hinzugefügt werden konnte […]. Für ein paar Sekunden, im Zwischenreich von Wachen und Schlaf, hatte er das Gefühl, daß diese Gerade etwas mit seinem Leben zu tun hatte.“ (S. 280) Die Gerade, als Analogie zu Humboldts Leben, deckt sich mit seiner resignierenden Lebensbilanz. Auf die Frage, in welche Richtung man fahren müsse, da man drohe, „nie zurück[zu]kehren“ (S. 289), möchte Humboldt „am Höhepunkt des Lebens“ „einfach verschwinden“ (ebd.) und zeigt bewusst in die falsche Richtung (vgl. S. 290).
Das Motiv des Todes und des Alterns begegnet an mehreren Stellen und ist für die Protagonisten stets von zentraler Bedeutung. Humboldt ist erst nach dem Tod seiner Mutter (vgl. S. 34 ff.) befreit, kann sich bereit für seine Reise machen und kontrastiert in dieser Hinsicht mit Gauß, der seine Mutter „unsagbar“ (S. 53) liebt. Auch dieser stellt an sich selbst schon früh die Zeichen des Alters fest, dass seine „Fähigkeit zur Konzentration nachließ“ (S. 155), und die Begegnung mit dem senilen Kant (vgl. S. 96 f.) lässt in Gauß den Wunsch nach einem Entgrenzungsversuch durch Suizid aufkommen. Letztlich erkennt auch er, dass der ihm einst unterlegene Martin Bartels ihn „überflügelt“ (S. 299) hat, und so gelangt Gauß, ähnlich wie Humboldt, zu einer resignierenden Lebensbilanz und sehnt seinen Tod herbei, denn „der Tod würde kommen, als eine Erkenntnis von Unwirklichkeit. Dann würde er begreifen […]“ (S. 282).
Am Sterbebett von Humboldts Schwägerin thematisieren die beiden Brüder ihre Ängste und Gefühle. Wilhelm spielt auf Alexanders latente homosexuelle Pädophilie an (vgl. S. 263 ff.). Dieses Gespräch markiert eine neue Intimität zwischen den beiden Brüdern und eine Abkehr von den Rivalitäten im Jugendalter hin zu einer innigen freundschaftlichen Beziehung, die auf der Anerkennung des Anderen beruht.
Nicht weniger wichtig erscheint auch der Tod Johannas (vgl. S. 164), der für Gauß nicht nur bedeutet, „sich an den Gedanken zu gewöhnen, dass er wieder heiraten mußte“ (ebd.), sondern seinen ohnehin schon stark ausgeprägten Hang zur Melancholie verschlimmerte.

## Fiktion-Realität-Diskussion
Um Kehlmanns Buch entzündeten sich schon bald nach Erscheinen Debatten um die historische Wahrheit in biographischen Romanen. Nach weitgehend übereinstimmender Meinung ist ein Roman Fiktion und dies erlaubt dem Autor, Veränderungen der Realität vorzunehmen, sie zu interpretieren und auch neue Szenen zu erfinden. Zum Beispiel sind viele deutsche Klassiker in biographischen Dramen sehr frei mit der historischen Wahrheit umgegangen, etwa Schiller in Die Jungfrau von Orléans, Goethe in Egmont oder Kleist in Prinz Friedrich von Homburg. Wenn literarische Protagonisten historischen Personen mit deren Biographien ähneln und in die Handlung aktuelle Themen aus der Zeit des Autors eingearbeitet sind, führt dies immer wieder zu Kontroversen unter den Rezipienten und die Änderungen werden zu Aspekten der Interpretation.
In „Die Vermessung der Welt“ finden sich zahlreiche Unterschiede zwischen den Figuren Humboldt und Gauß und den dokumentierten Biographien ihrer Vorbilder. Vor allem Anhänger der beiden berühmten Wissenschaftler fürchten um das Ansehen ihrer Idole, aber für viele andere Kritiker stellt sich an diesem Fall grundsätzlich die Frage nach der Verantwortung des Schriftstellers für die historischen Vorbilder seiner Figuren.
Kehlmann weist in verschiedenen Interviews und Zeitungsartikeln auf die künstlerische Freiheit hin. Nach dem Studium vieler Quellen habe er neue Akzente setzen wollen: Das Deutschtum Humboldts, der das ganz andere der Weimarer Klassik vertreten habe und der ausgesandt wurde, diese Ideen hinauszutragen. Dabei habe er in seinem Protagonisten, bei aller Größe, sehr schnell eine komische Figur gesehen und entdeckt, wie sehr Humboldts Reisewerk von speziell deutschen, sehr komischen Situationen und Missverständnissen strotze. Für ihn sei das eines der Hauptthemen des Romans, wie Andreas Maier so schön im Booklet des Hörbuchs geschrieben habe, „die große deutsche Geistesgeschichte, eine einzige Lebensuntauglichkeit“. In der „Schrulligkeit“ stecke „viel an satirischer Ideologiekritik“. Er verwende auch „den Begriff historischer Roman normalerweise nicht, sondern nenne es einen Gegenwartsroman, der in der Vergangenheit spielt“. Außerdem bekennt er sich zu seiner Sympathie für Gauß, den Daheimgebliebenen, und weniger für Humboldt, den Weltreisenden.
Kritiker akzeptieren die Begründungen des Schriftstellers nur teilweise und fordern die Faktentreue und vor allem die Achtung der überlieferten Persönlichkeitsbilder der beiden Wissenschaftler, bzw. eine Kommentierung der Veränderungen in einem Vor- oder Nachwort zum Roman, damit, wie geschehen, keine Missverständnisse beim Publikum entstehen.

### Alexander von Humboldt
Die vergleichende Untersuchung konzentrierte sich von Anfang an auf Humboldt und diagnostizierte Kehlmanns fehlende historische Genauigkeit, die als Brombacher-Effekt benannt wurde, nach der fiktiven Begegnung Humboldts mit dem Sachsen Brombacher im südamerikanischen Urwald. Dass der Autor solche Erfindungen nicht kenntlich machte, hat bereits dazu geführt, dass Kehlmanns Zitate teilweise als originäre Humboldt-Äußerungen missverstanden wurden und dass sogar Rezensenten Die Vermessung der Welt als „Doppelbiografie“ angesehen haben. Selbst der Humboldt-Biograph Thomas Richter hat sich von Kehlmann’schen Erfindungen in die Irre führen lassen und schreibt: „Die historischen Ereignisse sind in diesem Roman exakt wiedergegeben“.
Umfangreiche Analysen erschienen unter anderem von dem Wissenschaftshistoriker Eberhard Knobloch und dem Historiker Holl in der Internationalen Zeitschrift für Humboldt-Studien.
Holl vergleicht in seiner detaillierten Untersuchung Kehlmanns Humboldt-Bild mit seinen recherchierten Fakten und listet die Unterschiede auf, zum Beispiel Kleinwüchsigkeit, preußische Uniform des Protagonisten als Zeichen seiner Militärbegeisterung (Vergleich mit Hindenburg), erster Anblick einer Leiche, Homosexualität und pädophile Neigung, Merkmale eines typisch Deutschen und Patriotismus, mangelnder Kunstsinn und begrenzte Sprachkenntnisse, Scheitern seiner Ideen.
Holl orientiert sich in seinem Vergleich an Humboldts Aussage „Wenn von Biographie die Rede ist, habe ich nun einmal den Begriff von historischer Wahrheit“ und demonstriert seine Kritik an zwei fiktiven Szenen aus dem Roman: Auf einem Sklavenmarkt in Neuandalusien (Venezuela) kauft der Protagonist drei Sklaven und schenkt ihnen die Freiheit, mit der sie aber wenig anzufangen wissen. Er gibt ihnen Geld und überlässt sie anschließend sich selbst. Bei der nächsten Versteigerung arbeitet der Roman-Humboldt bei geschlossenen Läden in seinem Haus und verlässt es erst nach Ende der Auktion. Im zweiten Beispiel erlebt der Forschungsreisende am Orinoco, wie Priester einen angeketteten Indianer auspeitschen, und greift nicht ein. An diesen Stellen des Romans, wie auch an anderen, zeige Humboldt, der Mann, der so Kehlmann, „ausgesandt worden war, die Weimarer Klassik hinauszutragen“, ein inhumanes Gesicht. Im Originaltext Humboldts, der Vorlage für die zweite Szene, reise der Forscher allerdings keineswegs ohne Einspruch weiter. Er interveniere und befreie den Indianer. Es folge eine mehrseitige, harsche Anklage Humboldts gegen das „Regiment der Mönche“ und eine Betrachtung über die Begabung und Bildungsfähigkeit der Indianer. Ausführlicher und in der Schilderung der Misshandlungen weitaus brutaler habe Humboldt die Missstände des Kolonialsystems in seinen Reisetagebücher festgehalten. Aber auch in seinen Publikationen habe der Forscher klare Worte gewählt.
Holl vermutet, dass Kehlmann solche Fakten aussparte, weil ein humaner, mitfühlender, politisch engagierter Humboldt nicht dem Bild des kalten, „roboterhaften“ Forschers entsprochen hätte. In diesem Zusammenhang ergänzt Holl seine Kritik: Kehlmann vermische in Humboldts Berliner Rede und sogar in einem seiner nicht-fiktiven Texte Fiktion und Realität, indem er ein Humboldt-Zitat entscheidend veränderte: „Die zweitgrößte Beleidigung des Menschen sei die Sklaverei, hatte Humboldt ausgerufen, die größte aber die Behauptung, er stamme vom Affen ab.“ Das tatsächliche Humboldt-Zitat laute dagegen: „Ohne Zweifel ist die Sklaverei das größte aller Übel, welche die Menschheit gepeinigt haben.“ Holl fragt nach den Motiven des Schriftstellers, in seinem fiktiven Zitat die Sklaverei an die zweite Stelle im Wertesystem der Figur zurückzustufen. Denn sein Engagement gegen die Sklaverei sei Humboldt so wichtig gewesen, dass er, als in den USA eine Ausgabe seines Berichts über Kuba ohne das Kapitel über die Sklaverei erschienen war, sowohl in den USA als auch in Deutschland einen scharfen Protest veröffentlichte und betonte, er lege darauf „eine weit größere Wichtigkeit als auf die mühevollen Arbeiten astronomischer Ortsbestimmungen, magnetischer Intensitäts-Versuche oder statistischer Angaben“. Der zweite Teil des von Kehlmann Humboldt in den Mund gelegten Zitats ist nach Holl ein Anachronismus, denn der Forscher starb vor der Publikation von Darwins Über die Entstehung der Arten und konnte weder dessen Evolutionstheorie noch die erst in den 1860er-Jahren aufgekommene Diskussion um die Abstammung des Menschen vom Affen kennen. Wegen der Veränderung des Zitats wirft Rasper Kehlmann „nicht nur eine Beleidigung Darwins und Humboldts, sondern auch des Lesers“ vor.
Nach Holl erfülle Kehlmanns Humboldt alle Vorurteile eines „typisch Deutschen“, nicht nur militärisch strikter Ordnungssinn, sondern auch Humorlosigkeit und Patriotismus. Der historische Humboldt habe dagegen seinem Land genauso kritisch gegenübergestanden wie allen anderen Ländern der Welt: „In Deutschland gehören netto zwei Jahrhunderte dazu, um eine Dummheit abzuschaffen; nämlich eins, um sie einzusehen, das andere aber, um sie zu beseitigen.“ Mehr als von anderen sei er von der französischen Kultur und Sprache geprägt gewesen, vor allem von der Französischen Revolution und deren Idealen. Humboldt sei auch kein Datensammler ohne System gewesen und habe seine Forschung immer hinterfragt: „Wissen und Erkennen sind die Freude und die Berechtigung der Menschheit“. Für ihn sei die Suche nach Wahrheit ein sich ständig hinterfragender und erneuernder Prozess gewesen, an dem er mit Leidenschaft teilgenommen habe. „Prüfen Sie von Neuem, was ich veröffentlicht habe, betrachten Sie alles als falsch, das ist das Mittel, die Wahrheit zu entdecken“, riet er einem jungen Kollegen. „Im wundervollen Gewebe des Organismus, im ewigen Treiben und Wirken der lebendigen Kräfte“, habe Humboldt im Kosmos erklärt, „führt jedes tiefere Forschen an den Eingang neuer Labyrinthe.“ Humboldt sei auch kein betriebsblinder Empiriker gewesen. Seine Wissenschaft habe den Menschen eingeschlossen und letztendlich, wo immer möglich, auf einen praktischen Nutzen für die Gesellschaft gezielt. Diese Verbindung zwischen Forschung und Anwendung habe Humboldt erstmals als Verantwortlicher für den Bergbau praktiziert, den er mitsamt der damit verbundenen Industrie auf der Basis vieler eigener empirischer Studien reformiert habe. Daran sehe man, dass für ihn Wissenschaft und Freiheit nicht zu trennen gewesen seien: „Verlieren wir nie das Zutrauen zu den nützlichen Erfolgen der Forschung, unterwerfen wir uns nie einem die Freiheit des Gedankens schmälernden Einflusse!“
Der Historiker resümiert, der Schriftsteller bewege sich mit einem von ihm als „gebrochener Realismus“ bezeichneten Verfahren – „Das Buch gibt sich als ernsthaftes Geschichtswerk und ist das Gegenteil davon“ – auf einer Grenze zwischen literarischer und historischer Wirklichkeit. Problematisch findet Holl in diesem Zusammenhang Kehlmanns These, seine Erfindungen würden letztendlich der Darstellung einer übergeordneten Wahrheit dienen: „Die große Möglichkeit historischen Erzählens besteht eben darin, Geschichte, vorbei an den festgeschriebenen Versionen, auf solche Art neu zu fassen, dass dabei gemeinhin verschwiegene oder übersehene Wahrheiten sichtbar werden.“ oder „Im Dienste der Wahrheit musste ich eben hie und da die Richtigkeit manipulieren.“ Nach seiner eigenen Logik sei der Schriftsteller somit nicht nur Schöpfer seiner literarischen Figuren, sondern auch Enthüller einer bislang übersehenen historischen Wahrheit. Jedoch sei „Alexander von Humboldt […] kein klein gewachsener, roboterhaft in Uniform und mit Degen den Urwald untersuchender, pädophiler, überheblicher, humorloser, fast immer schlecht gelaunter, chauvinistischer Forscher [gewesen]. Er war auch nicht der positivistische Läusezähler, als den Kehlmann ihn hinstellt.“ Auch von einem Scheitern der Humboldt‘schen Ideen, wie sie im Roman anklinge, könne keine Rede sein. Holl bemängelt, dass der politisch engagierte Humboldt, der sich ein Leben lang für die Menschenrechte einsetzte, im Roman keine Beachtung finde. Für ihn ist das Buch „nicht mehr als ein sinnfreier historischer Spaß“. „Alle, die etwas für ihre Allgemeinbildung tun möchten“, seien bei Die Vermessung der Welt „an der falschen Adresse“.

### Gauß
Der niederländische Mathematiker Frans Oort hat den zweiten Roman-Protagonisten Friedrich Gauß mit dem historischen Vorbild mit Hilfe der Biographie Uta Merzbachs verglichen und dabei eine Reihe von Anachronismen bzw. Erfindungen zusammengestellt: Zum Beispiel Ballonflug mit Pilâtre de Rozier (Kap. 3), Datierung der Osterformel (Kap. 3), Reise mit Bessel nach Weimar und Begegnung mit Wilhelm von Humboldt, der nicht gewusst habe, dass Gauß Mathematiker war (Kap. 7), Daguerreotypie (Kap. 11), Vater-Sohn-Beziehung und Motive der Auswanderung seines Sohnes Eugen in die USA (Kap. 18), Korrespondenz zwischen Gauß und Humboldt vor und nach ihrer Begegnung in Berlin (Kap. 12).
Gravierender als diese Details ist für Oort die Veränderung der Charaktere der Romanprotagonisten. Gauß sei kein introvertierter kauziger Gelehrter gewesen. Er habe intensive und lebenslange Freundschaften mit Wolfgang Bolyai, Bessel und Olbers gepflegt. Von ihm seien 7000 Briefe erhalten, die an seine Braut und Frau Johanna Osthoff seien voller Gefühl und Intensität. Nach Aussagen seiner Haushälterin hatte er gelernt, „sich in der Gesellschaft zu bewegen, höflich zu sein und ein Gentleman zu sein. Er konnte über alles Mögliche reden und bestand darauf, dass in meiner Gegenwart keine wissenschaftlichen Probleme diskutiert wurden, so sehr war er ein Mann von Welt.“ Oort fürchtet, dass das Publikum durch den Roman ein verzerrtes Charakterbild erhält, und resümiert: „Historische Dokumente zeigen uns, dass die Persönlichkeit Gauß viele Facetten hatte. Er konnte freundlich und voller Gefühle sein, aber manchmal auch, ‚Fremden gegenüber […] kalt wie ein Gletscher‘. Seine Persönlichkeit war offensichtlich komplex und auf jeden Fall interessanter als das, was wir in dem Porträt von Gauß von Kehlmann sehen.“

## Rezeption
Der Roman erreichte in Deutschland Platz 1 der Spiegel-Bestsellerliste und stand für 37 Wochen auf dieser Position. Auch international war er ein großer Erfolg, die New York Times führte ihn am 15. April 2007 an zweiter Stelle der weltweit meistverkauften Bücher des Jahres 2006. Bis Oktober 2012 wurden allein in Deutschland 2,3 Millionen Exemplare verkauft. Die weltweite Auflage liegt bei etwa 6 Millionen. Ein Comic des Comicduos Katz & Goldt unter dem Titel Der Comic zum Millionenseller thematisiert das Buch als Bestseller, der häufig verschenkt, aber selten gelesen wird. Er erschien unter der Überschrift „Comic für Daniel Kehlmann i. A. des Rowohlt-Verlages anlässlich des 1.000.000. verkauften Exemplars von ,Die Vermessung der Welt‘“ am 18. Juni 2007 auf der Website. Kehlmann veröffentlichte ihn ebenfalls auf seiner Website.
Zwar überwiegt die positive Kritik im Rahmen der deutschsprachigen Rezeption, doch werden auch vereinzelt kritische Töne laut: So schreibt etwa Hubert Winkels (Die Zeit, 3. September 2009): „Die literarische Intelligenz tut sich seit jeher schwer mit Mathematik und theoretischer Physik.“ Trotz dieser Problematik hat Daniel Kehlmann es geschafft, „eine Doppelbiografie in Romanform“ zu verfassen, die „unterhaltsam ist, klug und gut gemacht, aus der man zudem einiges lernt“. Dennoch relativiert Winkels, dass „es ihm an literarischem Mut, an Spiellaune, Erfindungsfreude und Gegenwartsbezug“ fehle.
In der Kritik „Doppelleben, einmal anders“ äußert sich Martin Lüdke (Frankfurter Rundschau, 28. September 2005) überwiegend positiv. Kehlmann verfüge „so souverän über seinen Stoff“, dass ihm „genialische Züge kaum abzusprechen sind“. Der Roman „ist nicht nur ein schönes, packendes und spannendes“ Werk, sondern wird von Lüdke augenzwinkernd als „Alterswerk eines jungen Schriftstellers“ bezeichnet. Martin Lüdke lobt außerdem, dass es sich trotz des „eher trockenen Stoff[es]“ um einen spannenden Abenteuerroman handle. Dabei behält Daniel Kehlmann „stets den Blick für die Komik einer Situation“.
Der Spiegel (39/2005) beurteilt die Geschichte der beiden Forscher Carl Friedrich Gauß und Alexander von Humboldt anerkennend als „völlig prunklos“ und „in legendenhafter Schlichtheit“ erzählt. Kehlmann nutze dazu ironische Stilmittel, verzichte „auf große historische Pointen – und setze kleine poetische“, was in der Kritik durchaus positiv aufgenommen werde. Ein Problem der Konzeption sei jedoch, dass er „in der Beiläufigkeit auch dort stecken [bleibt], wo es das Crescendo braucht“.
Auch die englischsprachige Presse widmet sich Kehlmanns Roman: Tom LeClaire (New York Times, 5. November 2006) lobt zwar die Grundintention von Kehlmanns Werk, kritisiert aber, dass dessen geschichtliche Ausarbeitung nur unpräzise ausgeführt werde: „The novel is like one of Humboldt’s maps or Gauss’s formulas, the work of a probable prodigy but not prodigious, large-minded but not as large as its materials required.“
Um Kehlmanns Buch entzündeten sich schon bald nach Erscheinen Debatten um die historische Wahrheit in biographischen Romanen (s. Fiktion-Realität-Diskussion).
- 2006 erhielt Kehlmann für die Romane Ich und Kaminski und Die Vermessung der Welt den Kleist-Preis und
- 2008 den Thomas-Mann-Preis.[58]
- 2023 wurde der Roman in die Zeit-Bibliothek der Weltliteratur „100 Bücher, 100 Gefährten“ aufgenommen[59]

## Adaptionen

### Lesung
Im September 2005 erschien der Roman als Hörbuch auf 5 CDs (ca. 345 Minuten), gelesen von Ulrich Noethen.

### Hörspiel
Das Buch wurde 2007 vom Norddeutschen Rundfunk als Hörspiel (ca. 172 Minuten) produziert und ist auch im Handel auf 3 CDs erhältlich. Bearbeitung und Regie: Alexander Schuhmacher, Musik: Claudio Puntin, Darsteller: Michael Rotschopf (Humboldt), Udo Schenk (Gauß), Jens Wawrczeck (Bonpland), Patrick Güldenberg (Eugen) und viele andere.

### Theater
- Das Staatstheater Braunschweig hat am 26. September 2008 eine Bühnenversion dieses literarischen Werkes in einer Inszenierung von Dirk Engler uraufgeführt.[62] Gauß wirkte selbst lange Jahre in Braunschweig, auch eine Schule in der Stadt wurde nach ihm benannt.
- In Freiberg feierte das Theaterstück am 19. Oktober 2010 seine Premiere.[63] Der Senatssaal der TU Bergakademie gab dabei die Kulisse für das Schauspiel des Mittelsächsischen Theaters. Humboldt selbst hatte sein Diplom und die Berguniform am Ort dieser Aufführung erhalten.
- 2014 wurde das Theaterstück im Stadttheater Fürth aufgeführt.[64]
- Am 3. Oktober 2014 kam das Stück am Salzburger Landestheater zu seiner österreichischen Erstaufführung.[65]

### Film
Die Romanverfilmung Die Vermessung der Welt unter der Regie von Detlev Buck mit Florian David Fitz und Albrecht Schuch in den Hauptrollen startete am 25. Oktober 2012 in den deutschen Kinos. Kehlmann selbst leiht dem Erzähler seine Stimme und hat ebenso wie Buck einen Cameo-Auftritt. Außerdem schrieb er am Drehbuch mit.

## Ausgaben
- Daniel Kehlmann: Die Vermessung der Welt. Rowohlt, Reinbek bei Hamburg 2005, ISBN 3-498-03528-2. (Gebundene Ausgabe) (37 Wochen lang in den Jahren 2006 und 2007 auf dem Platz 1 der Spiegel-Bestsellerliste)
- Daniel Kehlmann: Die Vermessung der Welt. Universal Music, Berlin 2005, ISBN 3-8291-1540-7. (Hörbuch 5 CDs)
- Daniel Kehlmann: Die Vermessung der Welt. Universal Music, Berlin 2005, ISBN 3-8291-2270-5. (Hörbuch 1 mp3-CD)
- Daniel Kehlmann: Die Vermessung der Welt. Rowohlt Taschenbuch Verlag, Reinbek bei Hamburg 2008, ISBN 978-3-499-24100-0. (Taschenbuch)
- Daniel Kehlmann: Die Vermessung der Welt. Rowohlt Taschenbuch Verlag, Reinbek bei Hamburg 2009, ISBN 978-3-499-25303-4. (Gebundene Sonderausgabe)